# Depot von Soběslav
Das Depot von Soběslav (auch Hortfund von Soběslav) ist ein Depotfund der frühbronzezeitlichen Aunjetitzer Kultur aus Soběslav im Jihočeský kraj, Tschechien. Es datiert in die Zeit zwischen 1800 und 1600 v. Chr. Die noch erhaltenen Gegenstände des Depots befinden sich heute im Museum in Tábor.

## Fundgeschichte
Das Depot wurde im Frühling 1905 nordwestlich von Soběslav beim Pflügen entdeckt. Die Fundstelle liegt in der Aue am Westufer der Lužnice. Der Fluss beschreibt hier einen Bogen, es ist aber unklar, ob er diesen Verlauf bereits in der Bronzezeit hatte. Nach der Entdeckung des Depots erfolgte eine archäologische Nachuntersuchung, bei der an der Fundstelle prähistorische Siedlungsreste festgestellt wurden.

## Zusammensetzung
Das Depot bestand ursprünglich aus 15 bronzenen Spangenbarren. Von diesen sind noch zehn erhalten. Vier Exemplare sind vollständig, zwei sind neuzeitlich zerbrochen und vier neuzeitlich abgebrochen. Die Länge der vollständigen Exemplare liegt zwischen 210 mm und 226 mm, das Gewicht zwischen 169 g und 188 g.